# Helge Jacobsen (jazzmusiker og kunstmaler)
Helge Vilhelm Jacobsen (født 4. marts 1916 på Nørrebro, død 14. august 1987 i Snekkersten) var en dansk jazzmusiker og kunstmaler.

## Jazzmusiker 1937-1959
Helge Jacobsen var en væsentlig aktør på den danske jazzscene især i jazzens første guldalderperiode 1937-1945. Helge Jacobsen var aktiv som jazzguitarist og vokalist i perioden 1937-1959. Som jazzmusiker var Helge Jacobsen stilistisk præget af swingmusikken, men omfavnede også efterkrigstidens Bebop stil . Han anses som den første danske guitarist, der brugte en forstærket guitar på scenen og i indspilninger fra omkring 1940.

#### Helge Jacobsen blev landskendt i
- Svend Asmussens Trio (1938-1940)
- Leo Mathisen og hans Swingband (1940-1941)
- Børge Roger Henrichsens Swingkvintet (1941-1946)
- Helge Jacobsens eget orkester (1946-1959) [4]

Ud over at have medvirket som guitarist på utallige grammofonindspilninger, med en bred vifte af datidens jazznavne , udgav Helge Jacobsen indspilninger i eget navn :
Helge Jacobsens egne grammofon udgivelser
- ‘’I Can’t Give You Anything but Love’’ - ‘’Little Coquette’’   (1940) Odeon D 464, 874, 306 og MOCK 1007
- ‘’Fantasi i A’’ - ‘’Improvisation’’  (1943) - Odeon D 923
- ‘’Woody Woodpecker’’ - ‘’Nature Boy’’  (1949) - Polyphon X 51236

‘’I Can’t Give You Anything but Love’’ indgår på albumsættet ‘’Dansk Guldalderjazz. Antologien blev optaget i Kulturkanonen fra 2006. som fremhæver nogle af de vigtigste værker i dansk kulturarv.

#### Sessioner med internationale musikere
- Fats Waller, som i 1938 gæstede Aarhus Hallens restaurant og spillede sammen med Svend Asmussens orkester [8]
- Josephine Baker, som i 1938 gæstede København i National Scala [9]
- Don Redman, som gæstede København med sit orkester og var den første amerikanske jazzgruppe, der besøgte byen efter 2. verdenskrigs afslutning. Der blev arrangeret en jamsession i restaurant München d. 9 september 1946, hvor Helge Jacobsen deltog [10]
- Kenny Clarke. Under Dizzy Gillespie Big Bands besøg i København, februar 1948, mødte Helge Jacobsen trommeslageren Kenny Clarke. De spillede sammen på Restaurant Skandia, København. [11]
- Charlie Parker og Roy Eldridge, da de gæstede København til et jazz arrangement i K.B. Hallen 23. november 1950. Aftenen sluttede med en jamsession, hvor Helge Jacobsen improviserede med gæsterne [12]

I 1959 stoppede Helge Jacobsen sit professionelle virke som musiker. Herefter optrådte han kun offentligt ved enkelte lejligheder og ernærede sig herefter som guitarunderviser og kunstmaler fra hjemmet i Snekkersten.

## Kunstmaler 1940-1987
Helge Jacobsen tilhørte en generation af danske avantgardekunstnere inspireret af Pablo Picasso, modernismens frontfigur. Jacobsen stillede sig i rækken af de danske kunstnere som, i perioden efter århundredeskiftet, gradvist forandrede billedkunsten fra naturalisme til et abstrakt udtryk.

#### Junglefantasier (ca. 1942-1948)
Helge Jacobsen begyndte i 1940 som 26-årig at maleog fandt tidligt et tema i de såkaldte “Junglefantasier”. Uden perspektiv (i klassisk forstand), med farver, flader og linjer, dyrkede Helge Jacobsen tidens modernistiske strømninger. Gennem perioden skete der en gradvis opløsning af motivet i Helges Jacobsens “Junglefantasier”. Et motiv, der forsvandt helt og aldeles i den konkrete kunst; Helge Jacobsens næste kunstneriske periode.

#### DenKonkrete Kunst(ca. 1949-1957)
Helge Jacobsen debuterede på Kunstnernes Efterårsudstilling på Charlottenborg i 1944 og deltog til og med 1948. Her mødte han ligesindede kunstnere. De dannede sammenslutningen LINIEN II, som med forskellige medlemmer var aktiv fra 1947-1952. Ud over Helge Jacobsen talte kunstnerne i LINIEN II bl.a. Albert Mertz, Richard Winther, Ib Geertsen, Paul Gadegaard (en), Gunnar Aagaard Andersen og Bamse Kragh-Jacobsen .
Den første udstilling på Galleri Tokanten i København i 1947 var præget af spontanitet i tilgangen til kunsten: (...) ”Den sande kunstner går imod kunsten, fordi den hæmmer livet”, som det hed i programmet .
Især LINIEN IIs næste udstilling i 1948 i Den Frie Udstillings bygning står centralt. Her havde de danske kunstnere inviteret gæstekunstnere fra avantgardemiljøet i Paris med tilknytning til Galerie Denise René. Det danske publikum blev her præsenteret for bl.a. Jean Dewasne (sv), Jean Deyrolle (sv) og Serge Poliakoff (en) . Samtidig ændrede sammenslutningen navn fra LINIEN II til LINIEN. Med navneskiftet ønskede man at markere en videreførelse af den kunstneriske udvikling, den tidligere kunstnersammenslutning LINIEN (1934-1939) havde stået for, og som man mente var gået i stå . På udstillingen gæsteudstillede flere af de oprindelige medlemmer af LINIEN: Robert Jacobsen, Richard Mortensen, Vilhelm Bjerke Petersen og Sonja Ferlov Mancoba. Udstillingen var væsentlig i introduktionen af den konkrete kunst for et dansk publikum. Denne kunsthistoriske betydning blev i 1988 belyst ved en udstilling på Statens Museum for Kunst .
På LINIENs udstilling i 1949 i Den Frie Udstillings bygning var nogle af den abstrakte kunsts mest markante navne repræsenteret, herunder Wassily Kandinsky, Alberto Magnelli (en), Jean Arp, Hans Hartung (en) og Le Corbusier .
I LINIENs materiale fra udstillingen i 1950 i Den Frie Udstillings bygning, beskrev Helge Jacobsen asfaltarbejdet på Amager Boulevard, “[...] der med sine meget smukke former, til tider, fremkommer en Arp værdig’’. I samme udstillingsavis, fortalte Helge Jacobsen om sin rejse til Schweiz i 1949, hvor han mødte arkitekten og kunstneren Max Bill .
Helge Jacobsen deltog på samtlige afholdte LINIEN II-udstillinger mellem 1947 og 1950 . I 1947 og 1948 udstillede Helge Jacobsen “Junglefantasier”, hvorimod Jacobsens transformation mod den konkrete kunstform kom til udtryk i udstillingerne fra 1949 og frem.
Efter 2. verdenskrigs isolation fra omverdenen ramte nye impulser gradvist Danmark. Den 8. juni 1957 slog Helge Jacobsen døren op til et åbent hus arrangement i boligen i Snekkersten, og udstillingen kan siges at markere overgangen fra Jacobsens konkrete periode til lyrisk abstraktion .

#### Lyrisk abstraktion (Abstrakt Ekspressionisme)–tachisme(en)ogkalligrafi(ca. 1957 - 1978)
I et interview med Berlingske Aftenavis i 1957 udtalte Helge Jacobsen: "[...] når jeg nu laver disse billeder med det man kalder ‘tachisme (en)’, er det fordi jeg gerne vil prøve på at skabe spændingen mellem det spontane og det konstruktive, bevidste - det organiserede” . Lyrisk abstraktion kan ses som en reaktion mod den konkrete kunst. Helge Jacobsen udtalte senere om bruddet med det konkrete maleri, at han følte sig (...) ”'spærret inde i en æske, med et udtryk der var for koldt og statisk’’ . Med den lyriske abstraktion oplevede Helge Jacobsen på ny kunstnerisk spontanitet, frihed og skaberglæde. I den lyriske abstraktion orkestrerede Helge Jacobsen sit udtryk i en symbiose af kærlighed til musik og kunst. I den totale abstraktion, hvor referencen til den materielle verden er væk, kunne han med sin musikalske baggrund frit leve sig ind i linjens rytme, formens harmoni og farvens klang. I oktober 1960 udstillede Helge Jacobsen sine tachistiske værker i Galleri Alain Romans, Paris  og igen i november samme år i Galleri Hybler, København .
I værkerne efter ca. 1970 var Helge Jacobsens udtryk inspireret af nærmiljøet til boligen i Snekkersten. Med inspiration fra især natur og arkitektur fandt Helge Jacobsen sit motiv på turene med hundene i skoven, på havnen og på stien langs Kystbanen: "[...] Når jeg går ned ad jernbanestien, og havhorisonten ligger over hovedet, så er man i Gudhjem. I den anden af jernbanestien står månen og kigger ned gennem et blomstrende kirsebærtræ, det er Kina, og en åleruse hængt til tørre er smuk som "Notre Dame” .

## Repræsentationer
Helge Jacobsen er repræsenteret på følgende danske museer:
- Statens Museum for Kunst
- Esbjerg Kunstmuseum